# Марван Мохсен
Марван Мохсен (араб. مروان محسن‎‎; нар. 26 лютого 1989, Каїр, Єгипет) — єгипетський футболіст, нападник національної збірної Єгипту та клубу «Аль-Аглі».

## Клубна кар'єра
Вихованець футбольної школи клубу «Петроджет». Дорослу футбольну кар'єру розпочав 2010 року в основній команді того ж клубу, в якій провів чотири сезони, взявши участь у 62 матчах чемпіонату.
Своєю грою за цю команду привернув увагу представників тренерського штабу португальського клубу «Жіл Вісенте», до складу якого приєднався 2014 року. Відіграв за клуб з Барселуша наступний сезон своєї ігрової кар'єри.
2015 року уклав контракт з клубом «Ісмайлі», у складі якого провів наступний рік своєї кар'єри гравця. Більшість часу, проведеного у складі «Ісмайлі», був основним гравцем атакувальної ланки команди.
До складу клубу «Аль-Аглі» приєднався 2016 року. Відтоді встиг відіграти за каїрську команду 9 матчів в національному чемпіонаті.

## Виступи за збірні
Протягом 2010—2013 років залучався до складу молодіжної збірної Єгипту. На молодіжному рівні зіграв у 38 офіційних матчах, забив 21 гол.
2011 року дебютував в офіційних матчах у складі національної збірної Єгипту.
У складі збірної був учасником Кубка африканських націй 2017 року у Габоні.
2012 року захищав кольори олімпійської збірної Єгипту. У складі цієї команди провів 4 матчі, забив 1 гол. У складі збірної — учасник футбольного турніру на Олімпійських іграх 2012 року у Лондоні.
| Дата       | Місто        | Господарі    | Результат | Гості        | Турнір                                   | Голи | Примітки |
| ---------- | ------------ | ------------ | --------- | ------------ | ---------------------------------------- | ---- | -------- |
| 03-09-2011 | Фрітаун      | Сьєрра-Леоне | 2 – 1     | Єгипет       | Відбір до Кубка африканських націй 2012  | 1    | 75'      |
| 08-10-2011 | Каїр         | Єгипет       | 3 – 0     | Нігер        | Відбір до Кубка африканських націй 2012  | 2    | 81'      |
| 11-05-2012 | Триполі      | Ліван        | 1 – 4     | Єгипет       | товариський матч                         | -    | 46'      |
| 15-08-2012 | Салала       | Оман         | 1 – 1     | Єгипет       | товариський матч                         | -    | 77'      |
| 28-12-2012 | Доха         | Катар        | 0 – 2     | Єгипет       | товариський матч                         | -    | 64'      |
| 10-01-2013 | Абу-Дабі     | Гана         | 3 – 0     | Єгипет       | товариський матч                         | -    | 81'      |
| 14-01-2013 | Абу-Дабі     | Кот-д'Івуар  | 4 – 2     | Єгипет       | товариський матч                         | -    | 25'      |
| 29-01-2016 | Асуан        | Єгипет       | 2 – 0     | Лівія        | товариський матч                         | -    | 61'      |
| 27-02-2016 | Александрія  | Єгипет       | 2 – 0     | Буркіна-Фасо | товариський матч                         | -    | 46'      |
| 25-03-2016 | Кадуна       | Нігерія      | 1 – 1     | Єгипет       | Відбір до Кубка африканських націй 2017  | -    | 61'      |
| 29-03-2016 | Александрія  | Єгипет       | 1 – 0     | Нігерія      | Відбір до Кубка африканських націй 2017  | -    | 70'      |
| 04-06-2016 | Дар-ес-Салам | Танзанія     | 0 – 2     | Єгипет       | Відбір до Кубка африканських націй 2017  | -    | 64'      |
| 08-01-2017 | Каїр         | Єгипет       | 1 – 0     | Туніс        | товариський матч                         | 1    | 46'      |
| 17-01-2017 | Порт-Жантіль | Малі         | 0 – 0     | Єгипет       | Кубок африканських націй 2017 - 1-й етап | -    | 77'      |
| 21-01-2017 | Порт-Жантіль | Єгипет       | 1 – 0     | Уганда       | Кубок африканських націй 2017 - 1-й етап | -    |          |
| 25-01-2017 | Порт-Жантіль | Єгипет       | 1 – 0     | Гана         | Кубок африканських націй 2017 - 1-й етап | -    | 56' 70'  |
| Усього     |              | Матчів       | 16        |              | Голів                                    | 4    |          |

## Титули і досягнення
- Чемпіон Єгипту (5):

«Аль-Аглі»: 2015—2016, 2016—2017, 2017—2018, 2018—2019, 2019—2020
- Володар Кубка Єгипту (2):

«Аль-Аглі»: 2017, 2020
- Володар Суперкубка Єгипту (2):

«Аль-Аглі»: 2017, 2017/18
- Переможець Ліги чемпіонів КАФ (2):

«Аль-Аглі»: 2019–2020, 2020–2021
- Володар Суперкубка КАФ (1):

«Аль-Аглі»: 2020
Збірні
- Срібний призер Кубка африканських націй: 2017